# پرمننت تی‌اس‌بی
پرمننت تی‌اس‌بی (انگلیسی: Permanent TSB) شرکت خدمات مالی و بانکداری ایرلندی است، که در سال ۱۸۸۴ تأسیس شد.